# Elie France Touchaleaume
Elie France Touchaleaume, né le 15 octobre 1914 à Lormes (Nièvre) et mort le 5 mars 2010 à Boulogne-Billancourt (Hauts-de-Seine), est un officier de marine et compagnon de la Libération.

## Biographie
Elie Touchaleaume s'engage dans la Marine en avril 1936.
Lors de la déclaration de la Seconde Guerre mondiale, il est embarqué sur le contre-torpilleur Le Terrible dans l'Atlantique. En février 1940, il commande le Chasseur 13, puis le Chasseur 41 pendant la bataille de Dunkerque et les évacuations du Havre et de Cherbourg. 
Il participe à la création du 1er Bataillon de Fusiliers Marins avec Robert Détroyat, Jean des Moutis, Hubert Amyot d'Inville, et Philippe Le Bourgeois, sous les ordres du vice amiral Muselier. Il commandera aussi le Vikings, un chalutier de Fécamp armé en patrouilleur et servant dans la flotte des Forces navales françaises libres.
Il démissionne de la Marine en 1948 et part travailler en Egypte pour la Compagnie du Canal de Suez.
Il repose dans le cimetière de Lormes.

## Distinctions
- Commandeur de la Légion d'honneur
- Compagnon de la Libération par décret du 17 novembre 1945
- Croix de guerre 1939–1945 (4 citations)
- Médaille de la Résistance française avec rosette par décret du 11 mars 1947[5]
- Médaille coloniale
- Médaille commémorative française de la guerre 1939–1945
- Médaille commémorative des services volontaires dans la France libre
- Insigne des blessés militaires
- Officier de l'ordre du Dragon d'Annam
- Officier du Nichan Iftikhar
- Officier de l'Ordre royal du Cambodge
- Mention in a Despatch (Royaume-Uni) ;